# Open Castilla y León 2011
L'Open Castilla y León 2011 è stato un torneo professionistico di tennis maschile giocato sul cemento. È stata la 26ª edizione del torneo, che fa parte dell'ATP Challenger Tour nell'ambito dell'ATP Challenger Tour 2011. Si è giocato a Segovia in Spagna dal 1° al 7 agosto 2011.

## Partecipanti

### Teste di serie
| Nazionalità | Giocatore          | Ranking* | Testa di serie |
| ----------- | ------------------ | -------- | -------------- |
| Kazakistan  | Michail Kukuškin   | 69       | 1              |
| Francia     | Nicolas Mahut      | 96       | 2              |
| Slovacchia  | Karol Beck         | 100      | 3              |
| Germania    | Rainer Schüttler   | 116      | 4              |
| Russia      | Tejmuraz Gabašvili | 133      | 5              |
| Francia     | Kenny de Schepper  | 144      | 6              |
| Belgio      | Ruben Bemelmans    | 145      | 7              |
| Francia     | Arnaud Clément     | 146      | 8              |

- Ranking al 25 luglio 2011.

### Altri partecipanti
Giocatori che hanno ricevuto una wild card:
- Guillermo Alcaide
- Pablo Carreño Busta
- Gerard Granollers Pujol
- Christian Voinea

Giocatori che sono entrati nel tabellone principale come special exempt:
- Henri Kontinen
- Fabrice Martin

Giocatori che sono passati dalle qualificazioni:
- Jaime Pulgar-García
- Nikola Mektić
- Adrián Menéndez Maceiras
- Federico Zeballos
- Albano Olivetti(lucky loser)

## Campioni

### Singolare
Karol Beck ha battuto in finale  Grégoire Burquier con il punteggio di 6–4, 7–6(4)

### Doppio
Johan Brunström /  Frederik Nielsen hanno battuto in finale  Nicolas Mahut /  Lovro Zovko con il punteggio di 6–2, 3–6, [10–6]